# Šuandzang
Šuandzang (kitajsko: 玄奘, pinjin: Xuánzàng) kitajski budistični menih, učenjak, popotnik in prevajalec, * 602, Luojang, Henan, Kitajska, † 664, Tongčuan, Šanši, Kitajska. Najbolj je znan po svojem sedemnajstletnem potovanju v Indijo, kjer je opisoval medsebojno vplivanje med kitajskim in indijskim budizmom. Deloval je v obdobju dinastije Tang.

## Življenje
Šuandzang se je rodil okoli leta 602 v mestu Luojang (v provinci Henan) in umrl 5. februarja leta 664 v palači Juhua v mestu Tongčuan (v provinci Šanši). Njegova družina je bila znana po njeni razgledanosti že generacije. Šuan Dzang je bil med štirimi otroci najmlajši. Njegov prednik je bil Čen Ši, ki je živel od leta 104 do leta 186, minister dinastije Vzhodni Han. Njegov prastari oče Čen Šin je služil kot upravnik Šangdanga v času vzhodne dinastije Vej; njegov stari oče Čen Kang je bil profesor na akademiji Tajšue v času severne dinastije Či. Njegov oče Čen Hui je bil konzervativen konfucijanec, ki je služil kot sodnik Džianglinskega okraja v času dinastije Sui, a se kasneje temu odpovedal in izoliral od političnega nemira, ki je vladal na kitajskem vse do konca dinastije Sui.
Že od malega je prebiral religiozna besedila, vključno s kitajskimi klasičnimi besedili in besedili starodavnih modrecev. V času prebivanja v mestu Luojang (v provinci Henan v središču Kitajske) je bil Šuan Dzang pri 13. letih posvečen za duhovnika. Zaradi političnih in socioloških nemirov, katere je povzročil padec dinastije Sui, je odšel v mesto Čengdu in Sečuan, kjer je bil posvečen za meniha v dvajsetem letu starosti. Kasneje je potoval po Kitajski in iskal svete budistične knjige.
Kmalu se mu je razvila želja po obisku Indije. Tako je Šuandzang postal slaven po svojem sedemnajstletnem potovanju po Indiji, ki je med drugim vključevalo tudi obisk budistične univerze Nalanda.
V njegovi biografiji je napisano, da je Šuandzang izkazoval svojo izredno inteligenco pod okriljem svojega očeta že pri osmih letih. Skupaj s svojimi brati in sestrami se je izobraževal pri svojem očetu, ki ga je poučeval o spoštovanju do staršev, starejših in prednikov ter o začetkih konfucijanske filozofije.
Čeprav se je že kot zelo mlad seznanil s konfucijanstvom, ga je bolj zanimal budizem. Po smrti njegovega očeta leta 611 je živel s svojim starejšim bratom Čen Su pet let v samostanu Džingtu. V tem času je preučeval mahajano, eno od vej budizma. Ko je leta 618 dinastija Sui propadla, sta z bratom zbežala v Čangan, ki je bil razglašen za prestolnico dinastije Tang in od tam v Čengdu in Sečuan. Tam sta preživela dve ali tri leta ter nadaljevala svoje učenje o budizmu v samostanu Kong Hui. Ko je Šuandzang dal prošnjo za budistični red pri trinajstih letih, je Dženg Šanguo zanj naredil izjemo zaradi njegovega zgodnjega nadarjenega znanja.
Šuandzang je postal menih leta 622, pri dvajsetih letih. Velika nasprotovanja in neskladnosti v besedilih, so ga pripravile do tega, da je bil v tistem času odšel v Indijo in tam preučeval začetke budizma. Posledično je svojega brata zapustil in se vrnil v Čangan, da bi preučeval tuji jezik in nadaljeval svojo študijo o budizmu. Nadaljeval je svoje delo v sanskrtu leta 626 in najverjetneje preučeval tudi izumrli toharski (indoevropski) jezik. V tem času se je prav tako zanimal za filozofsko budistično šolo jogačara.

## Vrnitev na Kitajsko
Po vrnitvi iz Indije na Kitajsko leta 645, je bil Šuandzang sprejet z veliko časti, a je zavrnil vse visoke nazive, ki mu jih je ponudil še vedno vladajoči cesar Tajdzong (dinastija Tang). Namesto tega se je upokojil v samostan in posvetil ves svoj čas prevajanju budističnih besedil vse do svoje smrti leta 664. Glede na njegovo biografijo se je vrnil z »več kot šeststotimi budističnimi mahajana in hinajana besedili, sedmimi kipci Bude in več kot stotimi relikvijami šarire«.

## Delo
Šuan Dzang se je v svoji mladosti ukvarjal s klasičnim konfucijanstvom, a je zaradi bratovega vpliva postal zainteresiran za budistična besedila in kmalu tudi sam začel slediti budistični veri.
Z bratom sta v času politične krize na Kitajskem zbežala v Sečuan, kjer sta preučevala budistično filozofijo, vendar sta v svetih besedilih našla mnogo kontradikcij in neskladnosti. Za tem je okoli tri leta potoval v Indijo in jo dosegel leta 630 našega štetja. Tam se je učil pod veliko znanimi budističnimi mojstri, še posebej v znamenitem centru budističnega učenja univerze Nalanda.
Njegov najmočnejši osebni interes v budizmu je bil na področju jogačara (Yogācāra, 瑜伽 行 派) ali zavesti oz. zavednosti (唯識). Ta filozofija oziroma psihologija govori, da razumevanje naše resničnosti prihaja iz naših misli samih (cel svet je reprezentacija misli), ne pa iz dejanski izkušenj, ki jih pridobivaš s čuti, opazovanjem in eksperimentacijo.
Posebej znan je bil po svojih obsežnih in natančnih prevodih besedil, ki so omogočile poznejše obnove izgubljenih indijskih besedil iz kitajskih prevodov in pa po dokumentiranju dogajanja v vladavini severno indijskega cesarja Harša. Uporabljal je prav posebno logiko, zato ga drugi modreci velikokrat niso razumeli, če niso imeli potrebnega ozadja v razumevanju indijske logike.
Šuandzang za svoje delo ni dobil nobenih posebnih nagrad in priznanj, vendar je bil deležen množičnih pohval različnih mojstrov, filozofov in cesarjev.
Nobeno od njegovih del ni prevedeno v slovenščino.

## Dosežki
Šuandzang je postal najbolj znan po svojem sedemnajstletnem potovanju v Indijo (tudi v Nalando), katerega je detajlno dokumentiral v besedilu Veliki Tang zapisi o Zahodu (大唐西域記), ki šteje pod kitajske klasike. Postala je eden glavnih virov za preučevanje srednjeveške Srednje Azije in Indije. Delo je namreč najdaljši in najbolj podroben opis držav Srednje in Južne Azije, ki je bilo kdaj koli napisano s strani kitajskega budističnega romarja. Ohranil je tudi zapise o političnih in socialnih vidikih držav, ki jih je obiskal.
Čeprav je bil prvotni in glavni namen pisanja tega besedila pridobivanje budističnih knjig in učenje o budizmu, je na koncu naredilo še veliko več. Njegovi zapisi o krajih, ki jih je obiskal v Bengaliji - predvsem Raktamrittika pri Karnasuvarni, Pundranagari in njegova okolici, Samatata, Tamralipti in Harikela - so bili zelo koristni pri preučevanju arheološke zgodovine Bengalije. Besedila so tudi omogočila vpogled v zgodovino Bengalije v 7. stoletju, še posebej v kraljestvo Gude pod Šašanko. Zaključil jo je šele leta 646 po cesarjevi prošnji. Prvi prevod te knjige je bil v francoščino leta 1857. Prevedel jo je francoski sinolog Stanislas Julien.
Eden od njegovih največjih dosežkov je popularizacija jogačare v Vzhodni Aziji. Čeprav njegova šola jogačare ni bila uspešna dolgo časa, so budistične teorije o percepciji, zavesti, karmi, preporodu, itd. prišle v doktrine drugih bolj uspešnih šol.
Njegov prevod Srčne sutre je postal in ostaja standard v vseh vzhodnoazijskih budističnih ločinah. Je osnova za vse kitajske komentarje o sutri in recitacije po vsej Kitajski, Koreji in Japonski. Njegov slog v tem prevodu je bil po kitajskih standardih okoren in preveč dobeseden ter ga je zaznamovala znanstvena inovativnost v terminologiji; običajno, kjer obstaja še ena različica prejšnjega prevajalca Kumaradžive, je Kumaradživova bolj priljubljena. Prevod je bil cenjen med tradicionalnimi kitajskimi kaligrafi in je še vedno cenjen tudi med modernimi.
Ena od besedil, s katerimi se je vrnil na Kitajsko, so bile tri kopije Mahaprajnaparamite Sutre, ki se tradicionalno pripisuje budističnemu filozofu Nagardžuni. Šuandzang je z ekipo učencev prevajanja začel prevajati obsežno delo leta 660 n. št., pri čemer je uporabil vse tri različice, da bi zagotovil celovitost izvorne dokumentacije. Šuandzanga so spodbujali številni učenci k izdaji skrajšane različice. Na koncu se je Šuandzang odločil, da bo ostal popolnoma zvest izvirniku in je prevedel vseh 600 poglavij.

## V umetnosti
Napisana je tudi biografija Šuandzanga, z naslovom Življenje Šuandzanga, ki jo je napisal menih Huili (慧 立). Notri je precej podrobno opisan postopek njegovega budističnega izobraževanja. Obe knjigi sta najprej prevedeni v angleščino po zaslugi Samuela Beala, leta 1884 in 1911. Thomas Watters je z obsežnimi zapiski uredil angleški prevod, popravila sta ga T.W. Rhys Davids in S.W. Bushell. Objavljen je bil v Londonu leta 1905.
Šuandzangovo potovanje po tako imenovani Svileni cesti in legende, ki so nastajale okoli, je navdihnilo roman Vu Čengena Journey to the West (Ming dinastija), eno od velikih klasikov kitajske književnosti. Eden od mogočnih učencev glavnega karakterja v tej knjigi je bila opica. Postala je priljubljena in je globoko vplivala na kitajsko kulturo in sodobno japonsko manga in anime (vključno s priljubljeno serijo Dragon Ball in Saiyuki). Na Zahodu pa je najbolj poznana zaradi prevoda Arthurja Waleya in pozneje kultne televizijske serije Monkey.
V času dinastije Juan je bila napisana tudi dramska igra dramatika Vu Čanglinga (吳昌 齡) o Šuandzangovem pridobivanju spisov.
O Šuandzangovem sedemnajstletnem potovanju je bil leta 2016 posnet kitajsko-indijski zgodovinsko-avanturistični film z naslovom Šuandzang.

## Dela prevedena v angleščino
• Si-Yu-Ki: Buddist Records of the Western World; angleški prevod: Samuel Beal. London, 1884; ponovna izdaja (Delhi. Oriental Books Reprint Corporation), 1969.
• The Great Tang Dynasty Record of the Western Regions; angleški prevod: Li Rongxi, 1995 (Numata Center for Buddhist Translation and Research. Berkeley, California).
• Mémoires sur les contrées occidentales; francoski prevod: Stanislas Julien, 1857/58 (L'Imprimerie impériale, Paris).